# 五條縣
五條縣是日本於1870年為管轄過去幕府在大和國南部及河內國南部的直屬領地及旗本領地所設立的縣，分布在現今的大阪府東南部、奈良縣南部和和歌山縣北部；1871年被廢除，轄區分別被併入奈良縣、堺縣、和歌山縣。

## 歷史
江戶時代幕府在大和國南部宇智郡五條村（位於現在的五條市）設有五條代官所負責管轄位於大和國南部的直屬領地及旗本領地；1868年江戶幕府結束後，新政府於1870年五條縣，接替五條代官所的功能，繼續管理此一區域，同時也將位於河內國的原屬堺縣也是舊幕府直屬領及旗本領劃入，此後又將原屬堺縣的舊高野山領地及原屬兵部省的大和國吉野郡十津川鄉劃入，至此五條縣的轄區範圍達到最大。
但1871年第一次府縣整併中，五條縣被廢除，位於大和國的轄區被併入奈良縣，位於河內國的轄區被併入堺縣，位於紀伊國的轄區被併入和歌山縣。

### 轄區
- 大和國
  - 宇智郡
  - 吉野郡
- 河內國
  - 錦部郡
  - 石川郡
- 紀伊國
  - 伊都郡
  - 那賀郡

## 歴任知事
| 職稱       | 姓名     | 上任日期              | 卸任日期               | 備註   |
| ---------- | -------- | --------------------- | ---------------------- | ------ |
| 知事       | 鷲尾隆聚 | 1870年2月27日（舊曆） | 1871年8月4日（舊曆）   | 原公家 |
| 知事       | 四條隆平 | 1871年8月4日（舊曆）  | 1871年11月22日（舊曆） | 原公家 |
| 參考資料： |          |                       |                        |        |